# Лема (Кировская область)
Лема — село в Зуевском районе Кировской области, входит в состав Мухинского сельского поселения.

## География
Село расположено на берегу реки Лема в 27 км на юго-запад от центра поселения села Мухино и в 43 км на юго-запад от райцентра Зуевки на автодороге 33Н-041 Зуевка — Богородское — Кырчаны.

## История
В 1780 году вместо старой деревянной церкви в селе начато строительство каменного храма по храмозданной грамоте № 94, выданной 9 апреля этого же года. Каменная церковь окончена строительством в 1781 году. Первый придел в теплом храме освящен 8 сентября 1785 года — во имя Святых Апостолов Петра и Павла. Холодный храм освящен 25 июля 1794 года — во имя Богоявления Господня. В построенном каменном храме теплая церковь в 1849 году была расширена. В перестроенной церкви сооружены два придела: Петровавловский и новый — в честь Святых Бессребреников Космы и Дамиана. В 1895 году теплая церковь вновь перестроена. В храме те же три престола: в холодной церкви — Богоявленский, в теплой церкви — Петропавловский (правый) и Космо-Дамианский (левый). Под колокольней в 1895 году устроена усыпальница — престол в честь Святого Христофора, освященный 20 мая 1898 года. В конце XIX века село входило в состав Ветошкинской волости Глазовского уезда. В списках населённых мест 1859—73 годов в селе числилось 13 дворов.
С образованием Лемской волости в селе появились чиновники, местные торговцы, создано начальное училище. В 1900 году открылась библиотека-читальня, в 1903 году она имела 197 читателей, перед первой мировой войной появилась церковно-приходская школа. В 1920–е годы Лема становится центром сельхозкоммуны «Агрария» — родоначальник колхоза «Заря», образованного в 1957 году из двух хозяйств. 
По переписи 1926 года в селе числилось 34 хозяйства, Лема являлось центром Лемского сельсовета Ухтомской волости Нолинского уезда, с 1929 года — в составе Богородского района. С 1944 года село входило в состав Мухинского района, с 1955 года — в Зуевском районе. С 2012 года село входит в состав Мухинского сельского поселения. 

## Население
| 1720 | 1763 | 1873 | 1891 | 1905 | 1926 | 1950 |
| ---- | ---- | ---- | ---- | ---- | ---- | ---- |
| 34   | ↘18  | ↗70  | ↘59  | ↘31  | ↗63  | ↗228 |
| 1989 | 2002 | 2010 |      |      |      |      |
| ↗718 | ↘609 | ↘321 |      |      |      |      |

## Инфраструктура
В селе имеются основная общеобразовательная школа, детский сад, медицинский пункт, ветучасток, отделения связи и сбербанка, библиотека, Дом культуры. 

## Достопримечательности
В селе имеется недействующая церковь Богоявления Господня (1781).